# Abadia de Sant Policarp
L'abadia de Sant Policarp és una abadia benedictina del segle xi, situada al municipi de Sant Policarpi (Llenguadoc-Rosselló, França), catalogada com a monument històric.
Fou un establiment religiós de la diòcesi de Narbona. La va fundar un noble de nom Attala, segurament originari de l'actual territori de Catalunya, que no volia viure sota domini sarraí i es va desplaçar a l'altre costat dels Pirineus amb els seus criats i serfs establint-se al Rasès. Per la seva pietat va restaurar diverses esglésies que els musulmans havien destruït i finalment va fundar un monestir sota l'advocació de Sant Policarp. Carlemany va confirmar aquesta fundació i li va fer donació de tot el terreny inculte a la rodalia (el diploma carolingi referit a aquesta abadia està falsificat). Attala fou el primer abat. No se sap si era el mateix Attala que fou abat del monestir de la Grassa successor de Nebridi.